# 6465 Zvezdotchet
6465 Zvezdotchet (1995 EP) là một tiểu hành tinh vành đai chính được phát hiện ngày 3 tháng 3 năm 1995 bởi T. V. Kryachko ở Zelenchukskaya Sta.